# Bộ trưởng Bình đẳng giới (Thụy Điển)
Bộ trưởng Bình đẳng giới (Swedish: Jämställdhetsministern) là bộ trưởng nội các trong Chính phủ Thụy Điển và được bổ nhiệm bởi Thủ tướng Thụy Điển.
Bộ trưởng là chịu trách nhiệm về vấn đề liên quan đến bình đẳng giới, phổ biến giáo dục và chính sách cho xã hội dân sự. Hiện tại bộ Trưởng Bình đẳng Giới là Lena Hallengren, bổ nhiệm vào ngày 8 Tháng 2018. Bà đồng thời đóng vai trò là Bộ trưởng phụ trách cấc vấn đề trẻ Em và Người cao tuổi.

## Danh sách các Bộ trưởng về Bình đẳng Giới
| Tên | Tên               | Nhiệm kỳ  | Đảng chính trị      | Thủ tướng         |
| --- | ----------------- | --------- | ------------------- | ----------------- |
|     | Ulla Lindström    | 1954–1966 | Đảng Dân chủ Xã hội | Tage Erlander     |
|     | Camilla Odhnoff   | 1966–1973 | Đảng Dân chủ Xã hội | Tage Erlander     |
|     | Camilla Odhnoff   | 1966–1973 | Đảng Dân chủ Xã hội | Olof Palme        |
|     | Anna-Greta Leijon | 1973–1976 | Đảng Dân chủ Xã hội |                   |
|     |                   |           |                     |                   |
|     | Eva Winther       | 1978–1979 | Đảng Tự do          | Ola Ullsten       |
|     | Karin Andersson   | 1979–1982 | Đảng Trung dung     | Thorbjörn Fälldin |
|     | Anita Gradin      | 1982–1986 | Đảng Dân chủ Xã hội | Olof Palme        |
|     |                   |           |                     |                   |
|     | Maj-Lis Lööw      | 1989–1991 | Đảng Dân chủ Xã hội | Ingvar Carlsson   |
|     | Birgit Friggebo   | 1991–1993 | Tự do               | Carl Bildt        |
|     | Bengt Westerberg  | 1993–1994 | Tự do               | Carl Bildt        |
|     | Mona Sahlin       | 1994–1995 | Đảng Dân chủ Xã hội | Ingvar Carlsson   |
|     | Marita Ulvskog    | 1995–1996 | Đảng Dân chủ Xã hội | Ingvar Carlsson   |
|     | Ulrica Messing    | 1996–1998 | Đảng Dân chủ Xã hội | Göran Persson     |
|     | Margareta Winberg | 1998–2003 | Đảng Dân chủ Xã hội | Göran Persson     |
|     | Mona Sahlin       | 2003–2004 | Đảng Dân chủ Xã hội | Göran Persson     |
|     | Jens Orback       | 2004–2006 | Đảng Dân chủ Xã hội | Göran Persson     |
|     | Nyamko Sabuni     | 2006–2013 | Tự do               | Fredrik Reinfeldt |
|     | Maria Arnholm     | 2013–2014 | Tự do               | Fredrik Reinfeldt |
|     | Åsa Regnér        | 2014–2018 | Đảng Dân chủ Xã hội | Stefan Löfven     |
|     | Lena Hallengren   | 2018–2019 | Đảng Dân chủ Xã hội | Stefan Löfven     |
|     | Åsa Lindhagen     | 2019–     | Đảng Xanh           | Stefan Löfven     |

## Ministry history
The office of Minister for Gender Equality have been under several different ministries since its founding in 1954.
| Ministry                                    | Term      |
| ------------------------------------------- | --------- |
| Ministry of the Interior                    | 1954–1973 |
| Ministry of Employment                      | 1973–1976 |
|                                             |           |
| Ministry of Employment                      | 1978–1986 |
|                                             |           |
| Ministry of Employment                      | 1989–1991 |
| Ministry of Culture                         | 1991–1993 |
| Ministry of Health and Social Affairs       | 1993–1994 |
| Prime Minister's Office                     | 1994–1995 |
| Ministry of Civil Affairs                   | 1995–1996 |
| Ministry of Employment                      | 1996–1998 |
| Ministry of Agriculture                     | 1998–2003 |
| Ministry of Justice                         | 2004–2006 |
| Ministry of Integration and Gender Equality | 2006–2010 |
| Ministry of Education                       | 2010–2014 |
| Ministry of Health and Social Affairs       | 2014–     |